# Joseph Grobe

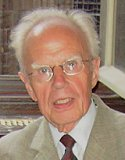
Joseph Grobe

Joseph Grobe (* 2. November 1931 in Schmallenberg-Winkhausen, Sauerland; † 22. September 2023) war ein deutscher Chemiker.

## Leben
Joseph Grobe studierte Chemie an der Westfälischen Wilhelms-Universität in Münster, wo er auch 1952 Mitglied der katholischen Studentenverbindung K.D.St.V. Sauerlandia Münster im CV wurde. 1958 absolviert er sein Diplomexamen; 1961 wurde er in Münster zum Dr. rer. nat. promoviert. Von 1961 bis 1963 war er Postdoc bei Harry Julius Emeléus an der britischen University of Cambridge; anschließend wissenschaftlicher Assistent an der Universität Gießen. Nach seiner Habilitation 1965 an der Justus-Liebig-Universität Gießen mit der Schrift „Metallderivate von Perfluormethylphosphor- und -arsen-Verbindungen“ erhielt er die venia legendi im Fach Anorganische Chemie und war Oberassistent und Privatdozent an der Universität Karlsruhe (TH).
1970 erhielt er einen Ruf als Ordinarius für Anorganische Chemie an die TH Darmstadt zudem Institutsdirektor des Eduard-Zintl-Instituts der THD. 1971/1972 und 1979/1980 war er Dekan des Fachbereichs Anorganische Chemie und Kernchemie. 1981 wechselte er auf eine Universitätsprofessor und war Direktor des Anorganischen Instituts der Westfälischen Wilhelms-Universität in Münster. 1987 war er Dekan des Fachbereichs Chemie. Von 1987 bis 1989 war er Mitglied des Senats der Universität Münster. 1997 wurde er emeritiert und forschte seitdem am Institut für Anorganische und Analytische Chemie der Münsteraner Universität.
Grobe gilt als anerkannter Fluorchemiker. Seine Hauptforschungsgebiete waren die Grundlagenforschung im Bereich der Komplexchemie der Übergangsmetalle, insbesondere der Metallcarbonylderivate zur Klärung von Bindungsfragen. Des Weiteren beschäftigte er sich mit Problemen des  „Bauten- und Denkmalschutz mit Organosilicium-Verbindungen“ und „Untersuchungen an hochreaktiven Mehrfachverbindungen“. 1999 stellte er einen „Baukasten zur Naturstein-Konservierung“, gefördert durch die Deutsche Bundesstiftung Umwelt (DBU), vor. 2003 wurde er für seine wissenschaftliche Arbeit zur Chemie und zur Entwicklung der wissenschaftlichen Kooperation zwischen russischen und deutschen Fluorchemikern, insbesondere zu Arbeitsgruppen in Nowosibirsk, mit der Ehrendoktorwürde des N. N. Vorozhtsov-Instituts für Organische Chemie der Russischen Akademie der Wissenschaften ausgezeichnet. Er verstarb am 22. September 2023.